# La Déesse (film, 1960)
Pour les articles homonymes, voir La Déesse.
Pour plus de détails, voir Fiche technique et Distribution.
La Déesse (Devi) est un film indien de Satyajit Ray réalisé en 1960.

## Synopsis
Doyamorjee est la jeune bru d’un noble du Bengale, Kalindar. Après un rêve, il voit en elle la réincarnation de la déesse Kali et, malgré les réticences de son fils, lui voue une vénération démesurée. Devenue objet de culte, la jeune fille est astreinte à une vie religieuse. Jusqu’à ce que la destinée reprenne ses droits.

## Fiche technique
- Titre : La Déesse
- Titre original : Devi
- Réalisation : Satyajit Ray
- Scénario : Prabhat Kumar Mukherjee et Satyajit Ray
- Musique : Ali Akbar Khan
- Photographie : Subrata Mitra
- Montage : Dulal Dutta
- Production : Satyajit Ray
- Pays de production :  Inde
- Genre : drame
- Durée : 93 minutes
- Date de sortie : 
  - Inde : 19 février 1960

## Distribution
- Chhabi Biswas : Kalikinkar Roy
- Soumitra Chatterjee (sous le nom Soumitra Chattopadhyay) : Umaprasad
- Sharmila Tagore : Doyamoyee
- Karuna Bannerjee (sous le nom Karuna Bandyopadhyay) : Harasundari
- Purnendu Mukherjee (sous le nom Purnendu Mukhopadhyay) : Taraprasad